# Festnetz
Als Festnetz (schweizerisch Fixnetz) wird, im Gegensatz zum Mobilfunknetz, die Gesamtheit aller öffentlichen leitungsgebundenen Telefonnetze bezeichnet. Als Technologien kommen dafür meistens Glasfaser- oder Kupferkabel zum Einsatz, letztere als Kupferdoppeladern oder als Koaxialkabel. Öffentliche Festnetze können in staatlichem oder privatem Besitz sein, sind aber der Allgemeinheit entweder nur regional (z. B. NetCologne) oder flächendeckend verfügbar (z. B. das Telefonnetz der Deutschen Telekom), und unterliegen im deutschen Sprachraum den Anforderungen der jeweiligen bundesstaatlichen Telekommunikationsgesetze.
Nichtöffentliche leitungsgebundene Telefonnetze mit eigenen Nummerierungsplänen, in Deutschland beispielsweise die Telefonnetze der Bundeswehr oder der Deutschen Bahn AG, sind nicht Teil des Festnetzes.

## Begriff
Das Wort „Festnetz“ hat in die Alltagssprache erst um die Jahrtausendwende Eingang gefunden, weil seit dieser Zeit immer mehr Menschen Mobiltelefone nutzen. Vorher wurde das Festnetz schlicht „Telefonnetz“ genannt.

## Vom leitungs- zum paketvermittelten Telefonnetz in Deutschland
Bis 2015 war das deutsche Telefonnetz in erster Line leitungsvermittelt. Jeder Teilnehmer verfügte dabei über eine Teilnehmeranschlussleitung bis hin zur Ortsvermittlung. Ein Gespräch zwischen zwei Teilnehmern wurde über die Vermittlungsstelle aufgebaut, indem eine durchgängige physische Leitung zwischen beiden Teilnehmern etabliert wurde. Als die zunehmende Nachfrage nach Internet-Diensten aufkam, basierte auch deren Verbindungsaufbau zunächst auf Leitungsvermittlung, indem ein Zugangsknoten angerufen werden musste, zunächst per Modem, später per ISDN. Die Nutzung der Dienste wurde entsprechend gerne zeitabhängig berechnet, abhängig von der Dauer der Wählverbindung.
Ab 1999 wurde mit DSL die erste paketvermittelte Internet-Zugangstechnologie eingeführt. Bei Paketvermittlung besteht kein durchgeschalteter Kommunikationskanal zwischen den Teilnehmern, sondern Datenpakete werden dynamisch durch ein verzweigtes Netz „geroutet“. Beide Teilnehmer verfügen über eine eindeutige Netzwerkadresse, an die die Datenpakete zugestellt werden. DSL wurde zunächst über das normale kupferbasierte Telefonnetz realisiert. Das konventionelle Telefonnetz und das neue Datennetz wurden über sogenannte „Splitter“ in getrennten Frequenzbereichen derselben Anschlussleitung betrieben.
Ab 2015 begann die Deutsche Telekom mit dem Aufbau eines All-IP-Netzes. Ein All-IP-Netz arbeitet ausschließlich paketvermittelt. In Deutschland ist dieses weitgehend als FTTC-Glasfasernetz ausgeführt, das überörtliche und örtliche Netz besteht also aus Glasfaserstrecken. Es besteht keine kupferbasierte Verbindung bis zur Ortsvermittlung mehr, erst an einem Kabelverzweiger in der Nähe des Teilnehmers erfolgt die Umsetzung von Glasfaser auf die DSL-Kupferleitung, die bis ins Haus führt. Telefondienste werden dabei als IP-Telefonie ausgeführt. Herkömmliche Telefone werden an das Integrated Access Device des Benutzers, vereinfachend als „Router“ bezeichnet, angeschlossen. Mittlerweile sind auch IP-Telefone für den Hausgebrauch in großer Auswahl erhältlich und können per Ethernetkabel an den Router angeschlossen werden. Die ehemals hierarchische Vermittlungstechnik läuft nun über eine SIP-Serverstruktur.
Die Umstellung des deutschen Festnetzes von leitungsvermittelter Technik auf IP-Technik wurde 2020 mit der Abschaltung der letzten ISDN-Vermittlung abgeschlossen. In wenigen Fällen werden noch „alte“ Telefonanschlüsse über Kupferleitungen bis in die Ortsvermittlung geführt und dort auf All-IP umgesetzt.

## Klassisches Festnetz

Prinzipielle Struktur des klassischen Festnetzes (bis 2015)

Struktur des Zugangsnetzes

### Aufbau
Das klassische, leitungsvermittelte Festnetz wird in das Kernnetz und das Zugangsnetz unterteilt.

### Kernnetz
Das Kernnetz verbindet die einzelnen Vermittlungsknoten untereinander. Die physikalische Basis bilden verdrillte Kupferadern (doppelt oder vierfach), Koaxialkabel, Richtfunk und Glasfasern. Es werden dabei mehrere Kanäle mittels Multiplex zu einem großen zusammengefasst. Bei der „fast-synchronen Übertragung“ der PDH-Technik sind Übertragungsraten bis 564,992 Mbit/s möglich. Die modernere SDH-Technik erreicht Datenraten im Gbit/s-Bereich. Die PDH-Technik wurde daher von der SDH-Technik verdrängt und bei Neuinstallationen nur noch im Zugangsnetz eingesetzt.

### Zugangsnetz
Das Zugangsnetz verbindet die Endteilnehmer mit den Vermittlungsknoten (siehe letzte Meile).

### Geschichte
Den Anfang der Kommunikationsnetze bildeten manuelle Vermittlungsstellen, die sternförmig aufgebaut und von dem „Fräulein vom Amt“ miteinander verbunden wurden. Ab Anfang des 20. Jahrhunderts wurde diese Handvermittlung allmählich durch elektromechanische Schaltelemente ersetzt, die hierarchische Struktur aber beibehalten. Zu dieser Zeit bildeten in Deutschland sieben Zentralämter die oberste Ebene des Netzes, welche jeweils über eine eigene Kennziffer verfügten. Diese Ebene wurde in drei weiteren Schritten feingegliedert. 
Eine Telefonnummer baute sich durch diese Gliederung aus - <Fernverkehrsziffer (0)> - <Zentralamt> - <Hauptamt> - <Knotenamt> - <Ortsamt> und der Teilnehmerrufnummer auf. Daraus ergaben sich bis zu fünfstellige Vorwahlen, die auch heute noch im deutschen Festnetz genutzt werden. Bei steigendem Gesprächsaufkommen zwischen zwei Ämtern mussten allerdings Querverbindungen installiert werden, so dass die strenge Hierarchie immer weiter aufgelöst wurde. Das Netz entwickelte sich zu einer unvollständigen Masche. Mittlerweile sind die elektromechanischen Schaltelemente vollständig durch hochintegrierte Schaltungen, den sogenannten Koppelfeldern und deren Steuerung ersetzt. Das Netz gliedert sich heute in die zwei Ebenen:
- Ortsebene VE:O (Vermittlungseinheit Ort) und
- Fernebene VE:F (Vermittlungseinheit Fern).

Daneben gibt es auch die Auslandsvermittlung (VE:A).

## Statistik

### Deutschland
| Jahr             | Festnetz | Mobilfunk (ohne Roamingverkehr) | OTT-Anbieter (Skype, FaceTime u. ä.) |
| ---------------- | -------- | ------------------------------- | ------------------------------------ |
| 2006             | 543      | 155                             | 64                                   |
| 2007             | 548      | 189                             | 74                                   |
| 2008             | 545      | 231                             | 85                                   |
| 2009             | 540      | 250                             | 85                                   |
| 2010             | 529      | 275                             | 109                                  |
| 2011             | 501      | 293                             | 120                                  |
| 2012             | 488      | 300                             | 179                                  |
| 2013             | 463      | 301                             | 197                                  |
| 2014             | 437      | 303                             | 214                                  |
| 2015 (Schätzung) | 418      | 305                             | 231                                  |

In Deutschland gab es 2000 39,7 Millionen Festnetzanschlüsse, bis 2022 war ihre Zahl auf 38,6 Millionen gefallen, über diese wurden im Jahr 2021 über 100 Milliarden Gesprächsminuten telefoniert. Ferner gab es 2021 25,4 Millionen DSL-Breitbandanschlüsse, 8,8 Millionen HFC-Breitbandanschlüsse, 2,3 Millionen FTTB- beziehungsweise FTTH-Breitbandanschlüsse, sowie weniger als 0,1 Millionen Satelliten-Breitbandanschlüsse, funkbasierte Technologien und Festverbindungen (Stand 2021) mit einem durchschnittlichen Datenvolumen von 187 GB pro Monat (Stand 2017).

### Leitungen
Die CIA berichtet, dass im Jahre 2003 weltweit etwa 844 Millionen Strecken für Festnetzverbindungen existierten.
Die Volksrepublik China hatte dabei den größten Teil mit 263 Millionen, an zweiter Stelle die Vereinigten Staaten mit 181,6 Millionen Festnetzstrecken. Im Vergleich dazu gab es in den Vereinigten Staaten 158,7 Millionen Mobiltelefone.
Überall in der Welt wurde erwartet, dass in wenigen Jahren die Anzahl der Mobilfunkteilnehmer die Zahl der Teilnehmeranschlussleitungen übertreffen werde. Laut einer Schätzung der Bundesnetzagentur telefonierte im Jahr 2011 jeder Deutsche durchschnittlich 60 Stunden, davon 39 Stunden per Festnetz. Die Zahl der Gesprächsminuten aus dem Mobilfunk stieg von 2009 auf 2010 um 10 Prozent an. 2011 sank die Zahl der Gesprächsminuten auf dem Festnetz um 2 Prozent auf 191 Milliarden.

## Abgrenzung zum Mobilfunk
Vom Festnetz unterscheidet man das Mobilfunknetz, bestehend aus dem PLMN und dem Zugangsnetz, der Anbindung zum Endkunden, welche drahtlos über die sogenannte Luftschnittstelle erfolgt.
Die Unterscheidung zwischen Festnetz und Funknetz erfolgt hauptsächlich für die letzte Meile, bei der Telefongespräche an eine örtlich festgelegte Teilnehmeranschlussleitung geleitet werden. Hier ist die Infrastruktur meist als Erdkabel mit Kupfer-Doppelader ausgeführt. Seit einigen Jahren werden auch Glasfaserkabel eingesetzt. Über die Kabel der Teilnehmeranschlussleitungen können neben der analogen Telefonie auch andere Dienste ermöglicht werden, darunter ISDN und DSL. Die DSL-Technik ist jedoch auf Kupferkabel beschränkt.
Nur im militärischen Bereich wird das Kernnetz regelmäßig mit mobilen Verbindungsstellen errichtet.

## Details zu den Leitungstypen im Festnetz

### Freileitung
- mögliche Frequenzen: 0–100 kHz
- Repeater-Abstand: 2–20 km
- Bandbreite: < 10 kHz
- Bitfehlerrate: ?
- Beispiele: oberirdische Telefonleitung, veraltet, in Deutschland hauptsächlich im bahninternen Fernsprechnetz verwendet

### Verdrillte Kupferadern
- mögliche Frequenzen: 0–750 MHz
- Repeater-Abstand: ca. 1,2 km
- Bandbreite: 100–600 kHz
- Bitfehlerhäufigkeit: ca. 10−5
- Details zu ADSL über Kupferdoppeladern sind in der Richtlinie G.992.1 geregelt.
- Beispiele: Teilnehmeranschlussleitung im Telefonnetz, Strukturierte Verkabelung, Ethernet

### Koaxialkabel
- mögliche Frequenzen: bis 5 GHz
- Repeater-Abstand: 1–10 km
- Bandbreite: 900 MHz
- Bitfehlerhäufigkeit: ca. 10−7
- Beispiele: Kabelfernsehen, Antennenkabel, 10BASE2, 10BASE5

### Trägerfrequenzanlage (PLC)
- mögliche Frequenzen: bis 30 MHz (über weite Strecken bis 500 kHz)
- Repeater-Abstand: bis zu 200 km (je nach System)
- Bandbreite: bis zu 20 MHz, für große Entfernungen < 10 kHz
- Bitfehlerhäufigkeit: ?
- Beispiele: Drahtfunk, Nachrichtenübermittlung auf Hochspannungsleitungen (Trägerfrequenzen um 1 kHz und zwischen 30 kHz und 500 kHz), PLC-Anschluss für PC

PLC-Anlagen sind eine Zwischenform der drahtgebundenen und der drahtlosen Nachrichtenübermittlung, da mit PLC-Anlagen übertragene Signale in der Nähe der Leitungen auch mit Funkempfängern für die entsprechenden Frequenzen empfangen werden können. Dies wurde früher in Norwegen bei den sogenannten Linjesendern ausgenutzt. Das waren Rundfunksender im Langwellenbereich, die Stromleitungen zur Übertragung nutzten.
PLC-Anlagen sollten nur angewandt werden, wenn durch die Wahl der Übertragungsfrequenz sichergestellt ist, dass keine Funkdienste im Lang- und Kurzwellenbereich gestört werden.
PLC nennt sich auch ein Verfahren Computer zu vernetzen oder mit dem Internet zu verbinden (Inhouse Communication beim Betrieb innerhalb eines Hauses genannt).
Der Betrieb verursacht über häusliche oder öffentliche Stromversorgungsleitungen Störungen im Kurzwellenbereich. Schwache Kurzwellensender sind mit einem starken Rausch- oder Stakkatogeräusch überlagert, welches auch in benachbarten Häusern oder Wohnungen zu hören ist. In diesem Fall kann die Bundesnetzbehörde den Betrieb dieser Geräte untersagen.

### Lichtwellenleiter
- verwendete Wellenlängen: 850 nm, 1300 nm, 1310 nm, 1550 nm oder 1625 nm
- Repeater-Abstand: 10–100 km
- Datenübertragungsrate (pro Kanal, d. h. Wellenlänge): bis 40 Gbit/s, im Labor 160 Gbit/s
- Beispiele: Glasfasernetz, FDDI